# Georges Piquand
Le docteur Georges Piquand est un chirurgien français, né le 27 janvier 1876 à Montluçon (Allier) et mort le 2 avril 1955 dans sa demeure du Château jaune à Montluçon. 
Il s'est fait connaître par ses travaux historiques et ethnographiques sur le Bourbonnais. Il fut maire de Montluçon pendant quelques semaines en 1950.

## Famille
Son père, Édouard Piquand (1839-1901), fut président du tribunal de première instance de Montluçon. Sa mère, Jeanne Maugenest, était l'arrière-petite-fille de François Maugenest, député de l'Allier au Conseil des Cinq-Cents. Il eut une fille, Thérence, née en 1935.

## Biographie
Il avait réussi le concours d'agrégation de chirurgie, mais renonça à l'enseignement et devint chirurgien en chef de l'hôpital de Montluçon.
Il manifesta un grand intérêt pour le folklore et les traditions populaires de sa région. En 1930, il fonda les Maîtres sonneurs du Bourbonnais.
En 1936, après en avoir été vice-président, il devint président des Amis de Montluçon, succédant à Pierre Leprat qui avait fondé cette société savante en 1911.
En 1937, il acheta le Château jaune à Montluçon, où il vécut jusqu'à sa mort, et qui fut vendu par sa fille.
Le 28 avril 1950, il succéda à Lucien Menut comme maire de Montluçon, mais, dès le 11 juin de la même année, il céda la place à André Southon.
Une place porte son nom à Montluçon. En 2007, elle prit le nom de place Édouard- et Georges-Piquand pour honorer à la fois la mémoire de son père et la sienne.

## Travaux
Il fit, au début du siècle, quelques publications médicales. Mais ce qu'on retient surtout, c'est son œuvre d'érudit bourbonnais, marquée par deux publications principales :
- Légendes bourbonnaises, Tours, 1936-1953. Réimpr., Marseille, Laffitte, 1978.  (ISBN 2-7348-0630-4)  La publication de cet important travail de collecte des légendes traditionnelles s'est étalée sur près de 20 ans. L'ouvrage a été publié en 13 fascicules, ordonnés selon un ordre géographique ; le premier fascicule est paru en avril 1936 chez Arrault à Tours, la publication a été arrêtée par la guerre, elle a repris ensuite et a été achevée en novembre 1953 par Barbot et Gallon, à Tours également. L'ouvrage, de format in-4° carré, comporte 687 pages ; il est illustré de 532 bois gravés par Ferdinand Dubreuil, qui a aussi réalisé la mise en page. L'auteur a recueilli de très nombreuses légendes locales comme la « Légende de sainte Thérence » ou les « Légendes de saint Marien et du diable », mais aussi des récits traditionnels qui se sont construits autour de personnages et d'événements historiques : « La belle histoire d'Archambaud et de Béatrice de Montluçon » ou « Comment le roi Philippe reprit Montluçon aux Anglais par benoîte protection de notre bonne Dame ». Il déborde parfois vers les contrées voisines : l'Auvergne (Menat, Notre-Dame de Lisseuil, Château-Rocher : « Légende de saint Ménelée », p. 129-134) ; la Haute Marche (château de Leyrat, près de Chambon-sur-Voueize : « Le château de Barbe bleue », p. 214-221) ; Berry (Sidiailles : « La plus vieille cloche de France », p. 233-235) ; Forez (Ambierle).
- Le parler bourbonnais, Montluçon, 1953.